# Samuel Whitbread (1830-1915)
Samuel Whitbread (5 mai 1830 - 25 décembre 1915) est un brasseur anglais et homme politique du Parti libéral qui siège à la Chambre des communes de 1852 à 1895. 

## Biographie
Il est le fils aîné de Samuel Charles Whitbread de Cardington, Bedfordshire et de son épouse Julia Brand, fille de Henry Trevor (21e baron Dacre). Il est membre de la famille de brasseurs Whitbread. Il fait ses études à la Rugby School et au Trinity College de Cambridge. Il est secrétaire privé à Sir George Grey en 1850 et en 1852 est élu député pour Bedford. Il s'exprime souvent à la Chambre des Communes et est Lord civil de l'amirauté de juin 1859 à mars 1863. Il occupe son siège jusqu'en 1895 . 
Il vit à Southill Park, Biggleswade. Il est juge de paix et lieutenant adjoint du Bedfordshire . Il est décédé à l'âge de 85 ans. 

## Famille
Whitbread épouse Lady Isabella Charlotte Pelham, la plus jeune fille de Henry Pelham (3e comte de Chichester) le 9 juillet 1855. Ils ont quatre enfants ensemble, Samuel, Maude, Henry et Francis. 
Son fils aîné, Samuel Howard, suit son père dans la politique. Maud épouse son cousin Charles, fils du frère cadet de Samuel, William. Henry épouse Mary Raymond et vit à Norton Bavant, Warminster. Francis épouse Ida, fille de Charles Hanbury-Tracy (4e baron Sudeley), et vit à Burford House, Tenbury Wells. 